# 1983年朝鮮民主主義人民共和國地方選舉
朝鮮民主主義人民共和國第十一屆的地方選舉在1983年3月6日舉行，以選出全國24,562個市、郡及邑的「人民代表」。最終，本屆的投票率和參選人當選率均達100%。

## 資料來源
1. ↑  East Gate Book (2003) North Korea Handbook: Yonhap News Agency Seoul, p126 ISBN 0765610043